# Кабардинская лошадь

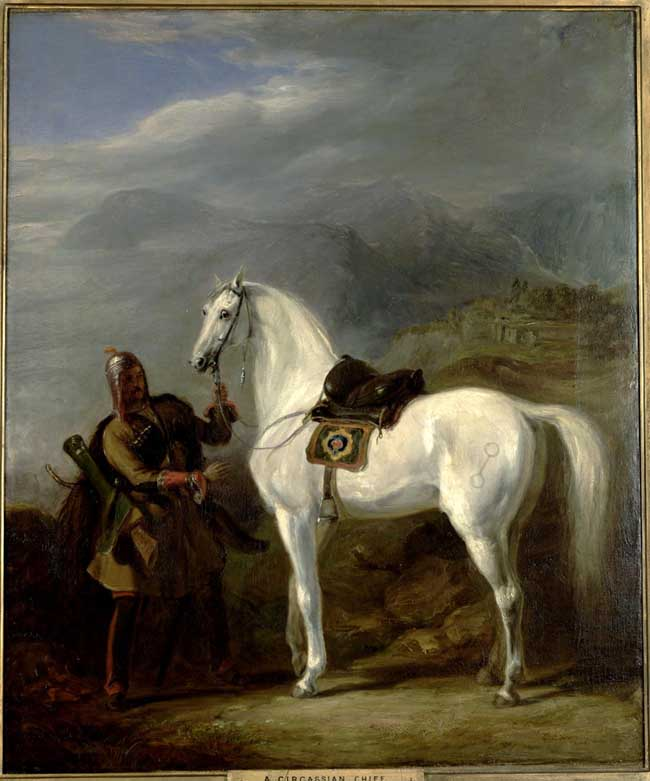
Сэр Уильям Аллан «Черкесский вождь» (1843 год).

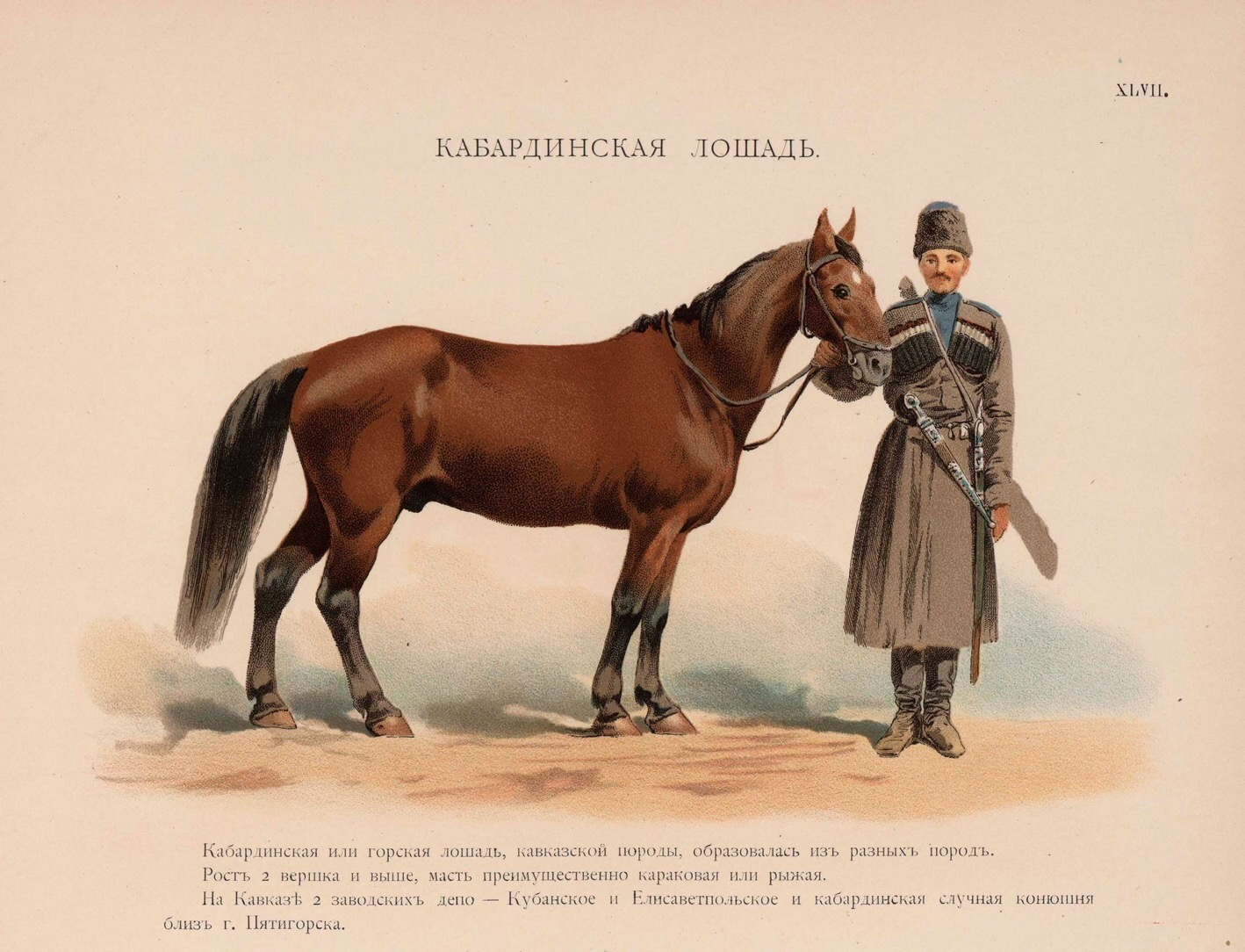
Кабардинская лошадь. 1889 г.

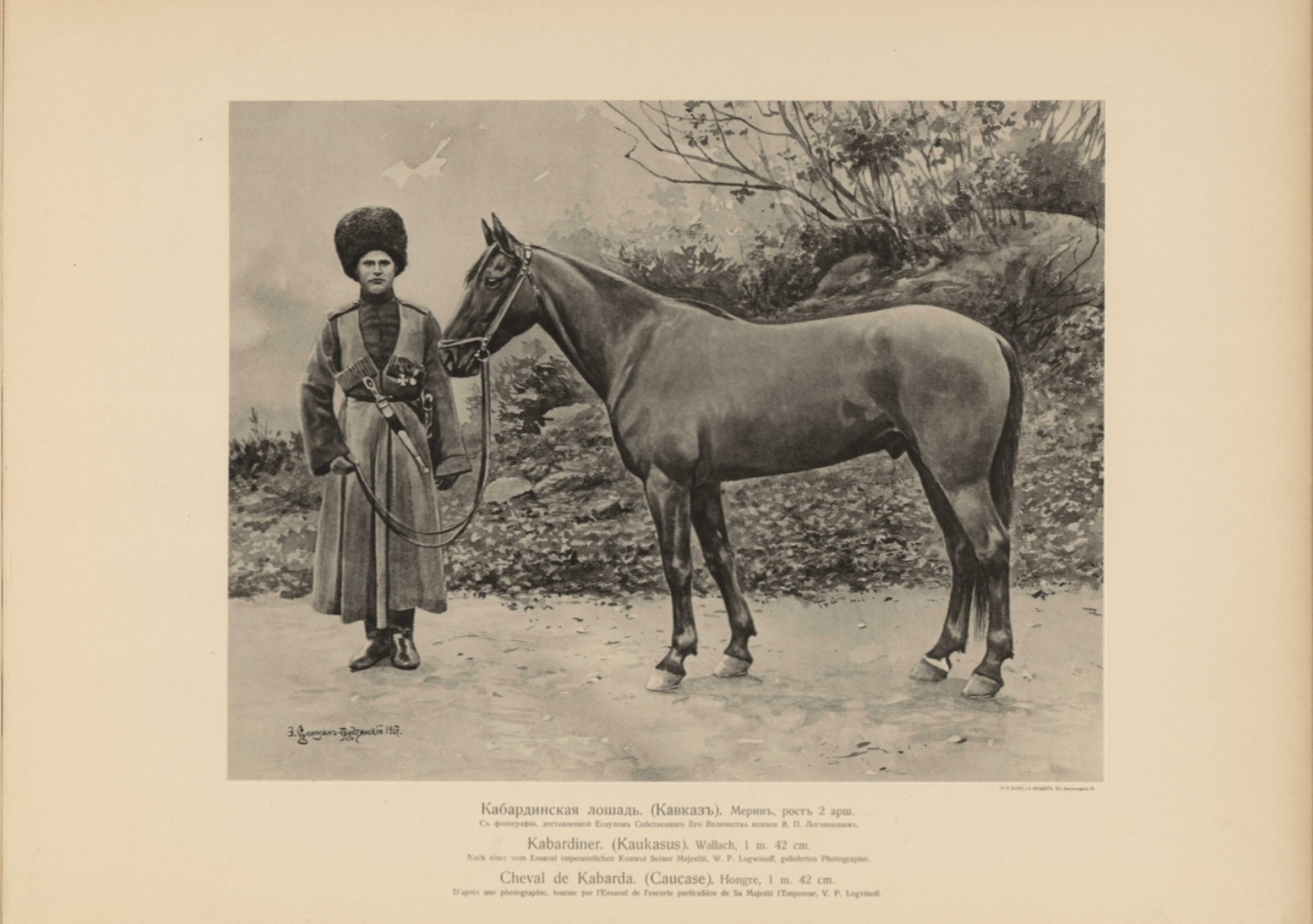
Кабардинец 1906 г.

Кабардинская (или горская) порода лошадей (кабард.-черк. и адыг. адыгэш) — одна из старейших аборигенных пород верхово-упряжного типа.
Вошла во все мировые справочники по коневодству. В старину в России хороший верховой кабардинец был известен под именем Аргамак

## История
История адыгского народа теснейшим образом связана с историей создания, использования и совершенствования кабардинской породы лошадей, получившей широкую известность далеко за пределами Кавказа. Она сформировалась в условиях содержания круглый год в табуне. Летом — на открытых горных пастбищах, а зимой её содержали в предгорьях и на равнинах, лишь подкармливая сеном и зерном. Кабардинская порода лошадей издавна высоко ценилась как боевая порода. Они способны проходить огромные расстояния, при этом их никогда не подковывали, и они даже в большом числе не могли выдать передвижение войск стуком подков. Эти войска из всадников и коней крепче гвоздей, не могли потерпеть поражение из-за некачественных гвоздей для крепления подков, так как в них не нуждались. Войска передвигались или находились в засаде на меринах, не выдававших своё расположение даже ржанием. Без подков, воды, корма кони могли преодолеть даже двести километров. И после продолжительного путешествия лошадям не давали корма сразу: прежде она стояла некоторое время у кормушки, и только потом получала ячмень и овес. Но чаще всего лошадь кормили просяной соломой, а со второй половины XIX века также и кукурузой.
С исторической точки зрения эта порода является общеадыгской (черкесской). С кабард.-черк. «адыгэш» переводится как «адыгская лошадь». Кабардинской эта порода русскими стала называться не только из-за того, что из всех черкесских земель именно в Кабарде коневодство достигло наибольшего развития. Дело в том, что самоназвание черкесов — «адыги», русскими тогда не использовалось, а черкесской (или точнее, до XIX века особенно, — черкасской) породой лошадей также называлась совсем другая порода, выведенная на Украине, ставшая в XVIII веке основной для комплектования и ремонта русских легкоконных полков (казачьих, драгунских, собственно легкоконных, уланских, гусарских). Она постепенно потеряла своё значение в XIX веке (например, в пользу выведенной на заводах Платова новой донской породы, черноморской породы и других, хотя Отечественную войну 1812 года выиграла ещё, в основном, черкасская порода) и исчезла к середине XX века. Лошади этой породы были ниже ростом. Их надо было подковывать. При скрещивании лошадей этой черкасской породы, приведённых на Кавказ черноморскими казаками, с лошадьми адыгов (кабардинской породы) образовалась черноморская порода лошадей. Её держали не только черноморские, но и линейные и донские казаки, а также разбиравшиеся в конях иногородние. Именно содержавшиеся на Дону черноморские лошади были использованы для выведения будённовской породы, унаследовавшей многие свойства кабардинской породы. Кабардинская порода ценилась как боевая порода не только для атаки лавой или строем, как вышеописанная черкасская лошадь с Украины, но и для рассыпного боя и поединков. Качества выработанные у кабардинской лошади, были обусловлены потребностью адыгов в верховом боевом коне. Сочетание таких качеств, как высокая резвость и потрясающая выносливость, необыкновенная смелость и осторожность при езде по горным тропам делали эту лошадь идеальной для дальних походов и скоротечных набегов.

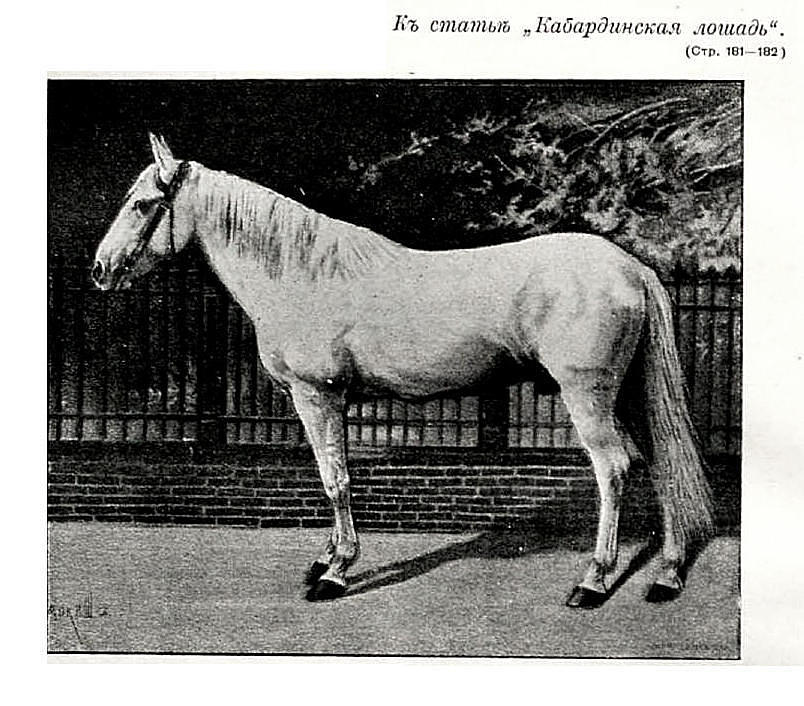
Кабардинская лошадь
(рисунок из «одноимённой статьи»
«Военная энциклопедия Сытина»)

Иосафат Барбаро, посетивший земли адыгов во второй половине XV века, сообщает не только о том что жизнь адыга была целиком связана с конём, но и о многих разновидностях породы. Наибольшее распространение имели следующие разновидности кабардинской (в его время только адыгской) породы коней: шоолох, бечкан, куденет, крымшокал, жерешти, абук, хагундоко, шеджароко, ачатыр, трам и шагди. Самыми распространёнными и знаменитыми разновидностями были тогда шоолох и бечкан. Первый был особенно хорош как скакун, а бечкана адыги использовали для продолжительных переходов и состязаний. Наиболее красивый экстерьер имела порода жерешти, которую обычно аталык (тот, кто замещал отца — адыги, особенно знатные, и по их примеру затем и грузины — например, в приёмной семье самого бедного крестьянина его родителей воспитывался князь И. Г. Чавчавадзе — отдавали детей в приёмные семьи, чтобы дети не росли в роскоши и праздности, и став князьями, понимали простых людей и заботились не только о приёмных родителях, но и о простых людях вообще) дарил (обычно за счёт родных родителей, но иногда сыновьями обменивались богатые знатные семьи — тогда коня приёмные родители покупали за свои деньги) воспитаннику (пуру), когда он возвращался в дом родителей. Жерешты уступали в выносливости шоолоху, крымшокалу и кундету. Все эти разновидности выращивались в ущерб боевому коню — шагди, вследствие относительно мирного времени.
По утверждению Ю. Н. Барминцева (1972), кабардинская порода произошла в результате смешения многих пород, в основном, степных лошадей, карабахской лошади и пород южного корня — персидской, арабской и туркменской (ахалтекинской). Но другие специалисты утверждают, что горянки адыгов ещё в древности сами в результате тщательной селекции вывели эту породу. Консенсус среди специалистов достигнут только в том, что после начала интенсивной исламизации адыгов во второй половине XV века, адыги-хаджи начали привозить арабских лошадей и смешивали их с кабардинскими. Но вместе с тем, с древности лошадь у адыгов — это второе «я» человека. У них слова «конь» и «брат» звучат созвучно — «шы», а если они хотят спросить о внешности человека, то говорили «какой вид коня-всадника?». Являясь древним оседлым народом, адыги были вынуждены оказывать сопротивление кочевникам. Поэтому лошадь, прежде всего, нужна была как боевой конь ещё в древности.
С 1870 года в селе Приречное действует Малкинский конный завод этой породы, который напрямую поставлял лошадей в царские войска, а позже в Красную Армию. Во Время Великой Отечественной войны часть коней погибла на фронте, а часть была расхищена оккупировавшими Кабардино-Балкарию гитлеровцами. Для восстановления породы после войны были использованы, кроме адыгских лошадей Западного Кавказа, также и лошади английской породы. Но порой эту восстановленную породу считают не разновидностью кабардинской породы, а новой «англо-кабардинской породой». В настоящее время делается попытка восстановить кабардинскую (адыгскую) породу такой, какой она была примерно в X веке.

## Общие характеристики
Она отлично приспособлена как для равнин, так и для высокогорья, поскольку её отличает способность сохранять равновесие при передвижении по скользким и скалистым тропам, преодолевать крутые спуски и подъёмы, безболезненно переносить резкие колебания температуры и давления воздуха.. Развитая физическая сила и выносливость позволяют ей хорошо себя чувствовать в условиях высокогорья, и при весе груза в 150 кг проходить по 100 км в день.
Лошадь кабардинской породы характеризуется «удачным» физическим сложением: хорошо развит корпус, шея длинная, мускулистая, широкая грудь; голова небольшая, сухая, профиль с горбинкой; спина прямая и короткая, круп свислый и относительно широкий; ноги сухие с хорошей формой копыт, которые отличаются твердостью, воспитанной на твердой целине и камнях горных пастбищ. Характерной особенностью породы являются саблистые задние ноги и в несколько меньшей мере х-образность.
Лошади кабардинской породы отличаются крепкой конституцией, высокой резистентностью к заболеваниям, плодовитостью, хорошей способностью быстро восстанавливать упитанность и сохранять её зимой при табунном содержании. Племенных кобыл используют до 19 — 20 лет, однако нередко от них получают жеребят и в более старшем возрасте. В то же время кабардинские лошади в отличие от других пород более позднеспелые. По данным племенных хозяйств Кабардино-Балкарии, выход жеребят в породе составляет 83-85 %.
У типичных представителей породы крепкая конституция, небольшая голова, профиль с горбинкой, средней длины мускулистая шея, крепкая прямая спина, широкая и глубокая грудная клетка, немного спущенный круп. Конечности тонкие, но крепкие, с необыкновенно прочными и цепкими копытами. Задние ноги часто саблистые. Кабардинская лошадь самая крупная из горских пород, высота в холке 152—157 см. Промеры лучших кабардинских лошадей, записанных в V том «Государственная племенная книга лошадей кабардинской и карачаевской породы» (издан в 1993 году) составляет у жеребцов колхозов и совхозов 155,1-183,4-19,9 см; у кобыл соответственно 151,6-178,1-18,7 см. Лошади, выращенные в конных заводах, соответственно, ещё крупнее, массивнее и костистее. Масть в основном гнедая, вороная или караковая.
Под влиянием различных условий разведения, использования и содержания, в породе выделяют три внутрипородных типа: восточный, основной (характерный) и густой (массивный).
Лошади восточного типа имеют особенности, свойственные верховым лошадям. Лошади основного типа — ярко выраженные горные верховые, сухой конституции. Лошади массивного типа имеют удлинённый массивный корпус, развитый костяк и густые формы, свойственные легкоупряжным породам.

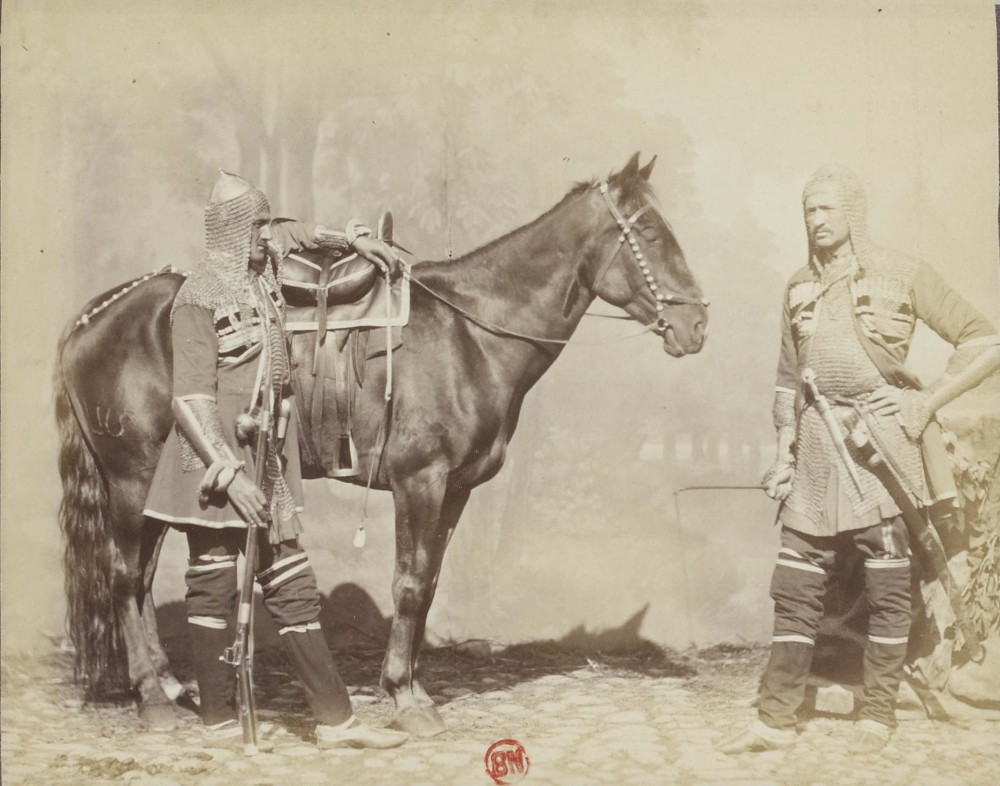
Фотография рубежа XIX / XX вв, изображающая двух кабардинцев с конём кабардинской (черкесской) породы (адыгэш) в старинной экипировке кабардинских аристократов.

## Некоторые физиологические стандарты
Отличительной чертой кабардинских лошадей были крепкие ноги и особая форма копыт «стаканчиком». «У таких лошадей мышечная часть подошвы залегала глубоко, как бы на дне перевернутого стакана, и она почти кругом обрастала роговым образованием, крепким, как кость» (С. Мафедзев)
Большое значение придавалось постановке и длине так называемого «лъэӏэгъуэ» (расстояние между сесамовидной костью путового сустава и копытом). Чем прямее, то есть вертикальнее по отношению к земле «лъэӏэгъуэ» (но не прямо перпендикулярно — это ухудшало амортизирующие свойства ног, что делало лошадь тряской), чем оно длиннее, тем более годен конь.
Кроме того: пах должен был быть узким, икры крутыми, на тыльной стороне ног в области путового сустава должно было быть как можно меньше волос, но самое главное — при движении лошадь задними ногами должна перешагивать след передних. Иноходь черкесами ценилась, хотя встречалась редко.
Наибольшим почтением среди адыгов пользовалась боевая порода кабардинских лошадей — шагди (кабард.-черк. Шэгъдий). Данная порода хорошо приспособлена к горной и равнинной местности, может преодолевать большие расстояния, отлично прыгает и идёт по спуску, не боится перепадов температур и смены климата в горах. В силу особенностей местности, в которой шагди разводилась, она получила крепкое здоровье и стала выносливой и сильной лошадью. Лошади этой кабардинской породы могут везти груз в 150 кг и проходить 100 км каждый день.

## Традиционные предпочтения по масти
Традиционные предпочтения адыгов по масти:
- Гнедые (кабард.-черк. пцIэгъуэплъ, адыг. пцIэгъоплъ). Из всех конских мастей самая предпочтительная среди черкесов. Считались хороши и днем и ночью.
- Серые (кабард.-черк. пщIэгъуалэ, адыг. пкIэгъуал). Считалось что копыта у них немного слабее.
- Вороные (кабард.-черк. фIыцIэ, адыг. шIуцI). Считалось что сильны ночью, а днем так себе.
- Рыжие (кабард.-черк. шыгъуэ, адыг. шыгъо), с белым пятном на лбу до самого носа. Не могут скакать против Солнца.
- Пёстрые (кабард.-черк. къуэлэн, адыг. къолэны). На них не ездили вообще, скорее всего из эстетических предпочтений черкесов, отвергавших все пестрое: «Дурак любит пестрое» (Кабардинская поговорка).

Лошади черкесов делились на:
- Походных (кабард.-черк. зекIуэш, адыг. зекIош). Только мерины не моложе 9 лет.
- Скаковых (кабард.-черк. шыгъажэш, адыг. шыгъажэш).

Считалось предосудительным ездить на кобылах или жеребцах. «Черкесы холостят жеребцов, не смея употреблять их в скрытые поиски, могущие от ржания их быть оглашены, но холостят лошадей и никогда не ездят на жеребцах; приучают меринов, чтобы они были сторожки» (С. Броневский).

## Использование
Эта порода идеальна не только для пограничников, любительской верховой езды и конного туризма, особенно в горах. Поразительная выносливость животных этой породы делает их лидерами в пробеге и троеборье профессионального конного спорта. Их набор генов делает их пригодными для селекционной работы и улучшения других пород лошадей. Но, поскольку «кабардинцам» не хватает скорости и прыгучести на коротких дистанциях, обычно они вообще не пригодны к большинству других (кроме пробега и троеборья) видов конного спорта на профессиональном уровне. Значительно лучше выступают пригодные ко всем видам конного спорта так называемые «англо-кабардинцы», полученные после Второй мировой войны путём смешивания кабардинской породы с чистокровной английской верховой лошадью. Но они порой рассматриваются не как разновидность кабардинской породы, а как отдельная порода.
Кабардинская порода отличается хорошей работоспособностью. Во время Великой Отечественной войны большое поголовье лошадей этой породы совершило путь от Сталинграда до Альп, проявив выносливость, стойкость и силу. В 1946 году на Московском ипподроме провели испытания лошадей отечественных пород на 250 км, причём последние 2 км нужно было пройти резвым галопом. Первое место в этих испытаниях занял жеребец кабардинской породы Али-Кадым, который прошёл всю дистанцию за 25 часов. Кобыла Аза прошла 100 км за 4 ч. 25 мин.
Поэтому в наше время кабардинская порода успешно используется в конных пробегах на длинные дистанции. Кроме того, это лошадь отлична для горного туризма и любительской верховой езды. Но по резвости при испытаниях в гладких скачках на удлинённые дистанции, лошади кабардинской породы уступают животным большинства отечественных пород.

## Заметки некоторых путешественников и исследователей
«Я никогда не видел, чтобы черкес приласкал своего ребёнка, зато лошадь он готов целовать и гладить; они заботятся о зимних запасах корма лошадей не меньшей степени, чем для своих семей.» (Д. Лонгворт)

«Черкес, какого бы он звания ни был, скорее сам согласится быть голодным, чем лошадь свою допустит до этого. Сами князья собственными руками нередко обчищают копыта своих лошадей и моют их гривы мылом и куриными яйцами, хотя бы их окружала толпа слуг.» (Хан-Гирей)

«Ничего не может быть более простым, чем их метод объезжания лошадей: черкес сначала доставал лассо, что является само по себе искусством необычной опасности, так как покинутое стадо бродит полудико по лесам. Черкес затем начинает завязывать её шею недоуздком, столь плотно, что почти кажется душит её: в этом состоянии он тащил лошадь до тех пор, пока она не изнурится, или во всяком случае, до тех пор, пока не посчитает её до конца покоренной; после объезжания верхом в течение некоторого времени лошадь становится уже через несколько дней столь послушной и привязанной к своему хозяину, как спаниэль.
Возможно, ни в одной стране в мире с лошадью не обращаются лучше, чем здесь; нет другого народа, который понимал бы лучше, как управлять ею. Великий секрет, кажется, в доброте; её никогда не бьют; следовательно, её дух остается несломленным и привязанность к своему хозяину неослабной…Я часто видел её лежащей у ног своего хозяина, когда в засаде, в совершенном покое или при покорении, она без всякого сопротивления позволяет приспосабливать свою голову как опору для винтовки.» (Э. Спенсер)

 «Шпор черкесы не знают и погоняют лошадь тоненькою плетью, имеющею на конце кусок кожи в виде лопаточки для того, чтобы не делать боли лошади, а пугать её хлопаньем, так как, по мнению черкесов, боль причиняемая лошади шпорами или тяжелою ногайкой, употребялемою калмыками и донскими казаками, утомляет её совершенно без нужды.»  (Ф. Торнау)

«Хорошо выдержанный конь черкеса был отлично выезжен и повиновался уздечке в совершенстве. Он не боялся ни огня, ни воды. Черкесские наездники шпор не употребляли, но погоняли лошадь тонкой плетью, с привязанным на конце её плоским концом кожи, для того чтобы при ударе не причинять лошади боль, а только понукать её хлопками плетки. Без треноги ни один черкес не выезжал из дому. Седло черкеса было легко и покойно, не портило лошадь и тогда, когда по целым неделям оставалось на её спине.» (Н. Дубровин)

 «Казаки и черкесы, в длиннополых черкесках с патронами на груди, обутые в суконные ноговицы и красные сафьянные чевяки, в лохматых бараньих шапках, с винтовкой в бурочном чехле, перекинутою за спину через правое плечо, при шашке и широком кинжале, скакали на неказистых, но крепких, неутомимых лошадях кабардинской породы. Маленькое черкесское седло и легкая тонкоременная уздечка видимо была приспособлены к дальнему походу, к жизни на коне. Не порывист их налет, но стойко встречают они противника, метко бьют из винтовки и рубят шашкой на убой. Лошади приезжены к покойному ходу, к быстрым поворотам, но не к прыжкам и дыбкам, только мешающим упорной, хладнокровной драке.» (Ф. Торнау)

«Будучи прирождёнными наездниками, черкесы обращали особое внимание на развитие у себя коневодства. Черкесская порода лошадей, известная у нас под именем кабардинской, представляла благородную смесь арабской и персидской крови. Она отличалась необыкновенной легкостью в скачке, выносливостью, добронравием и смелостью; впрочем, последнее качество было не столько врожденное, сколько составляло результат её отличной выездки. Черкес в седле не спускал рукавов и не оставлял нагайки без дела ни на одну минуту, но зато, как скоро вынул ногу из стремени, он делался рабом и нянькой своего усталого скакуна. После арабов никто не школил лошадей так жестоко и вместе не ухаживал за ними с такой заботливостью и нежностью, как черкесы. У лучших рубак на Кавказе, шапсугов, развитием смелости в коне занимались столько же, как и развитием ловкости в самом наезднике. В числе других видов джигитовки там был такой, в котором конь приучался толкать грудью супротивного коня, чтобы сбить его вбок и доставить седоку профиль противника.» (В. Потто)

 «Для набегов горцы подготовляли своих лошадей, как для призовой скачки, переставали их кормить сеном, гоняли под попонами, купали по несколько раз в день. На приготовленных таким образом лошадях они пробегали потом неимоверные расстояния…Сев на лошадей в десять часов утра, мы проехали, не оставляя седла, весь день и всю ночь…В четвёртом часу утра мы были на месте, сделав в восемнадцать часов не менее ста шестидесяти верст; последние два или три часа мы скакали во весь опор, причем были принуждены силой удерживать лошадей, рвавшихся одна перед другою, несмотря на целый день езды без корма. Подобную силу и неутомимость можно найти только у добрых черкесских лошадей. На месте их выводили как следует, выдержали несколько часов без корму, и через пятеро суток они шли под нами так же бодро, как будто никогда не делали подобного перехода.»  (Ф. Торнау)

«Лошадь, это другое „я“ абаза, средней величины, сильна и вынослива, хотя и не красива. Достойно внимания твердое копыто лошади; так как железо там — очень редкая вещь, то лошади не подковываются, но, несмотря на это, выдерживают длинные и быстрые переходы без повреждения копыт…Когда адыг после долгой поездки приезжает домой или на ночевку, то он оставляет лошадь на несколько часов стоять под седлом, прежде чем даст ей сена. Скребница и щетка неизвестны, лошадь моют и летом и зимой. Корм состоит из овса или ячменя, но большей частью её кормят кукурузой. Кроме сена кормом служит также просяная солома…Лошади с раннего возраста подготавливаются к военной службе, для этого проводятся примерные сражения, их заставляют привыкать к ружейному огню и приучают повиноваться голосу своего хозяина, так что часто бывает удивительно, как быстро многочисленный отряд находит своих в беспорядке пасущихся лошадей и сидит уже на них, готовый к сражению.» (Т. Лапинский)

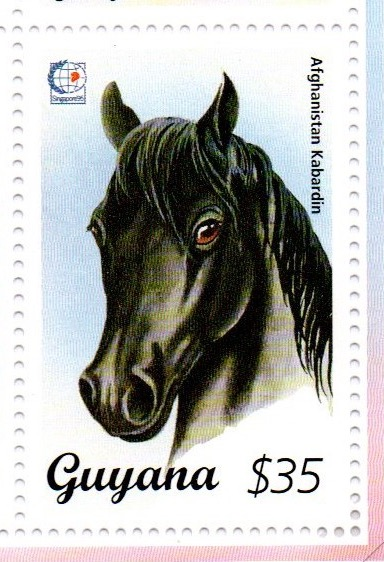
Кабардинская лошадь на почтовой марке

## Марки

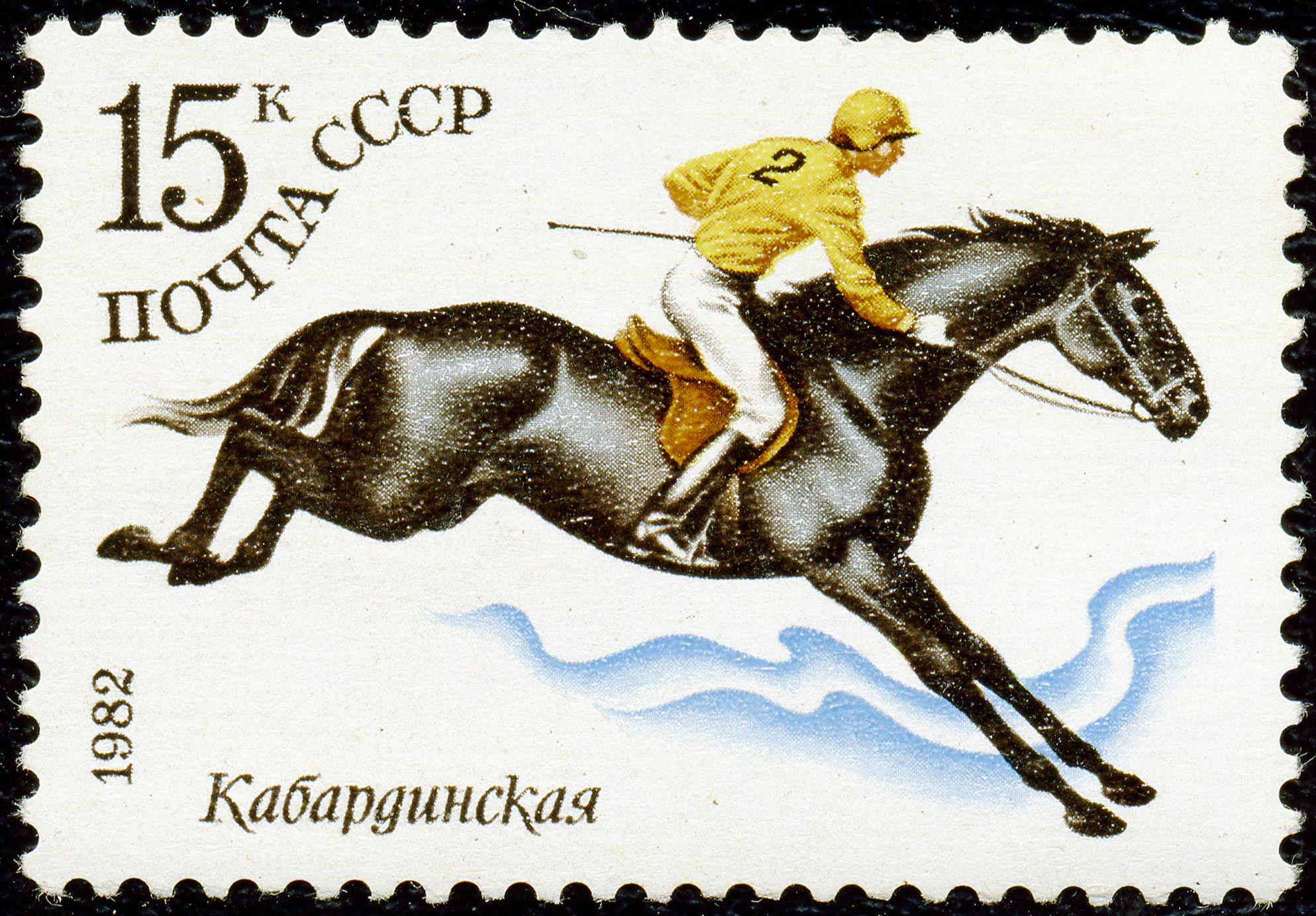
Кабардинская лошадь на почтовой марке СССР (1988 год)Кабардинская лошадь на почтовой марке СССР (1982 год)
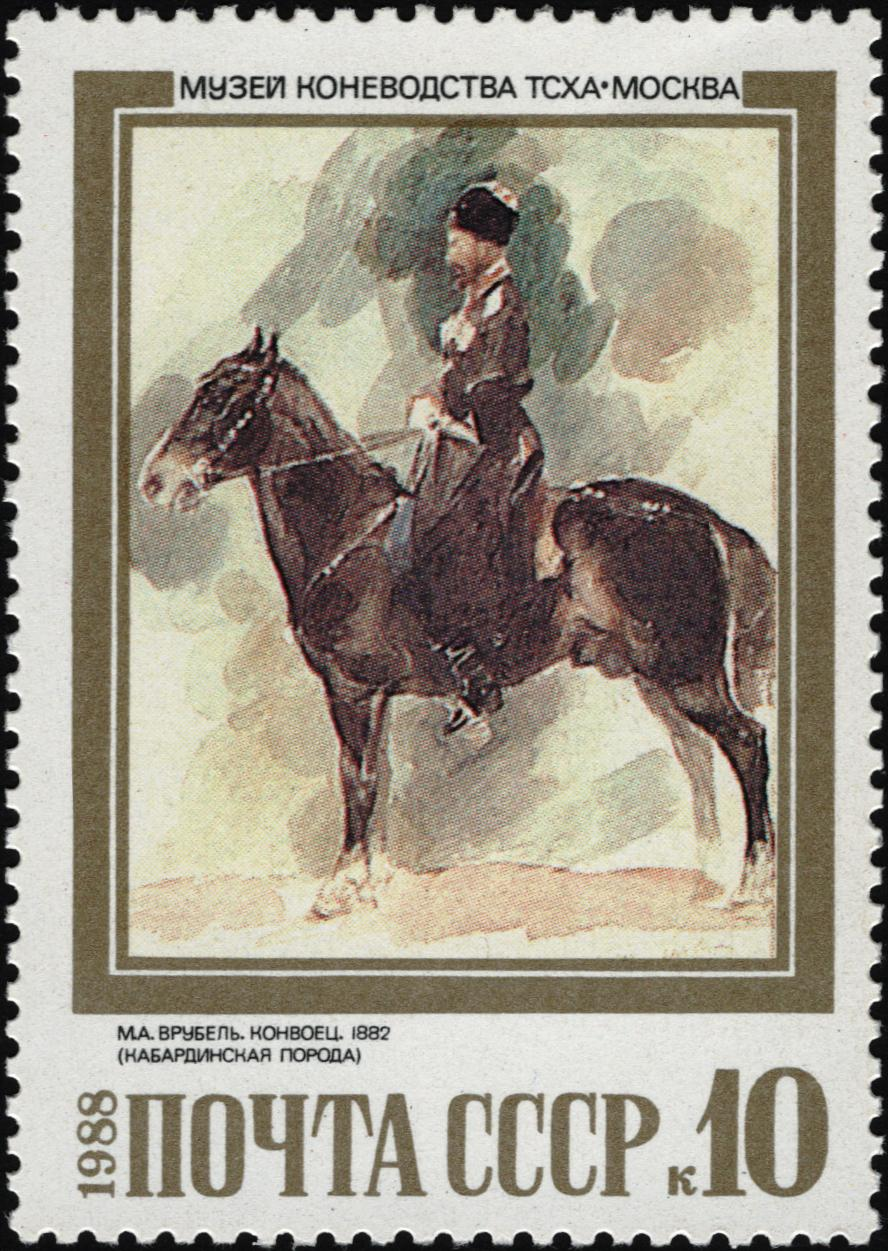
Кабардинская лошадь на почтовой марке СССР (1988 год)
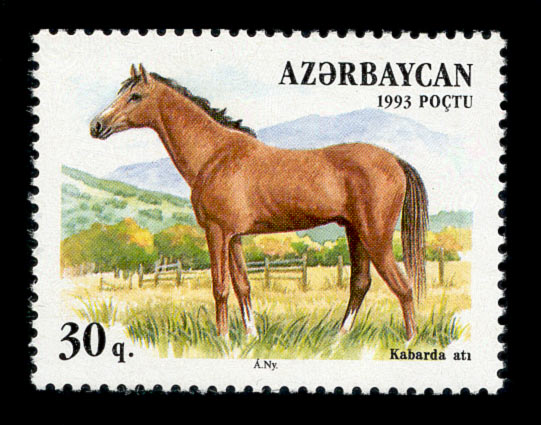
Кабардинская лошадь на почтовой марке Азербайджана (1993 год)